# Stictoptera macromma
Stictoptera macromma är en fjärilsart som beskrevs av Pieter Cornelius Tobias Snellen 1880. Stictoptera macromma ingår i släktet Stictoptera och familjen nattflyn. Inga underarter finns listade i Catalogue of Life.